# Ящерохвостые птицы
Ящерохво́стые пти́цы, или ящеропти́цы, или ящерохво́стые (лат. Sauriurae, дословно — «ящерохвостые»), — ныне расформированный подкласс птиц, введённый в 1866 году Эрнстом Геккелем. Учёный включил в состав подкласса археоптерикса, чтобы противопоставить его всем прочим известным птицам, которых он сгруппировал в сестринский подкласс птицехвостых (Ornithurae). Археоптерикс обладал длинным рептильным хвостом, в то время как все известные на то время птицы имели короткие хвосты из нескольких слитых позвонков. Этот элемент скелета называется пигостиль. Таксон не употребляли широко, а когда в 1893 году немецкий орнитолог Ганс Фридрих Гадов ввёл в систематику группу Archaeornithes для описания тех же окаменелостей, новое название стало основным для обозначения ранних рептилеподобных птиц. В некоторых источниках таксоны Sauriurae и Archaeornithes синонимизируют.
Некоторые современные палеонтологи продолжают использовать подкласс Sauriurae в качестве валидной группы. Однако такие исследователи, как Жак Готье и Джулия Кларк, обнаружили, что окаменелости, найденные со времён Геккеля, заполнили разрыв между длиннохвостыми и короткохвостыми авиалами. По их мнению, любая группа птиц с длинными хвостами должна исключать некоторых своих потомков, что делает Sauriurae парафилетической и, следовательно, недопустимой группой в современных системах филогенетической номенклатуры.

## Синонимы
В синонимику таксона включают следующие названия:
- Saururae Haeckel, 1866,  orth. var.[8]
- Saurornithes Nicholson, 1879[3]